# Trachonurus sulcatus
Trachonurus sulcatus är en fiskart som först beskrevs av Goode och Bean, 1885.  Trachonurus sulcatus ingår i släktet Trachonurus och familjen skolästfiskar. Inga underarter finns listade i Catalogue of Life.